# Pôle de compétitivité UP-TEX
UP-TEX est un pôle de compétitivité français basé à Tourcoing (Métropole européenne de Lille). Il rassemble des entreprises et des organismes de recherche du domaine du textile de la région Hauts-de-France et est porté par l'association éponyme « UP-TEX ». Créé en 2005, le pôle UP-TEX a décidé de fusionner avec le pôle de compétitivité MATIKEM et l'association GMTH  (Groupement  de  moyens  textile  et  habillement), associés à l’incubateur et accélérateur de start-ups textiles Innotex et au club d’entreprises des textiles innovants Clubtex, pour former le pôle de compétitivité EuraMaterials, dédié aux nouvelles industries de transformation des matériaux, à compter du 1er juillet 2019.

## Thématiques
UP-TEX est un pôle thématique consacré à la compétitivité par l'innovation, dans le domaine du textile, tissus techniques spéciaux et innovants. « Ce pôle a pour ambition de devenir le centre de référence au niveau européen, dans les domaines 
- des Matériaux Textiles Avancés (MTA),
- des Technologies de la Perception d’un Produit par les Sens (TPPS) et
- de Customisation de Masse (CM) »,

en s'appuyant notamment sur le Centre européen des textiles innovants (CETI).

## L'association  UP-TEX

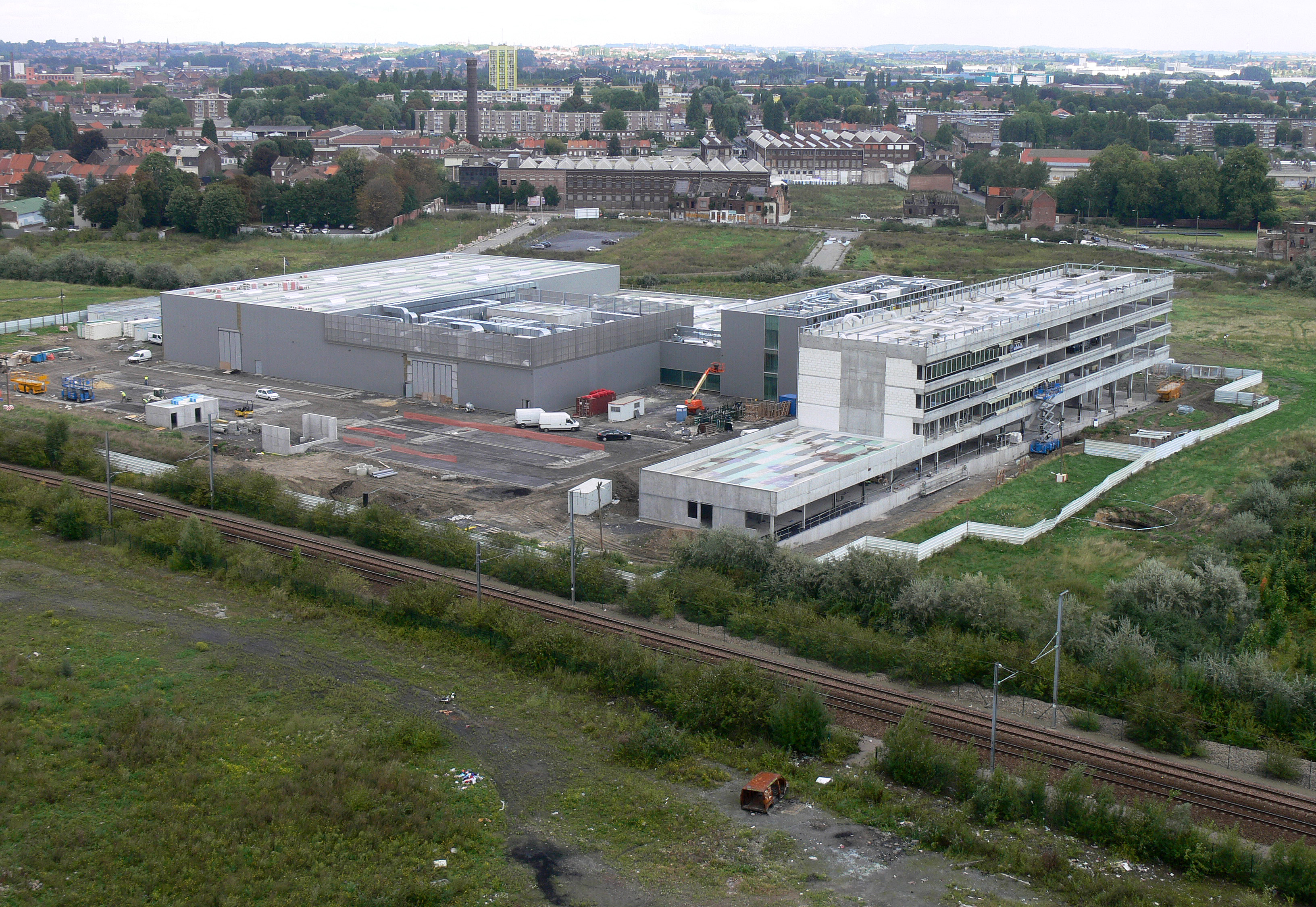
CETI - Centre européen des textiles innovants

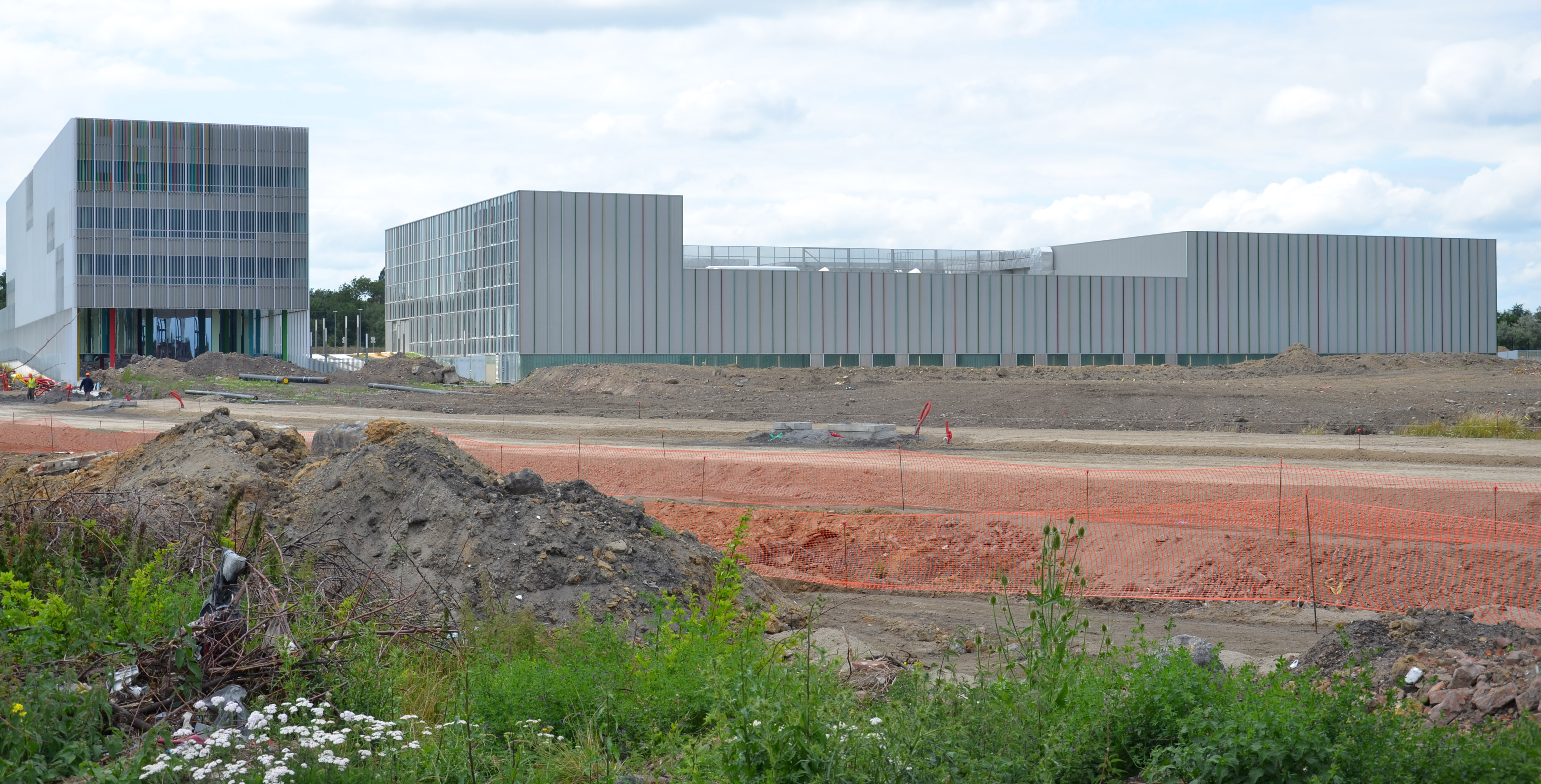
Le CETI en 2011

UP-Tex est une association à but non lucratif (Loi de 1901) qui anime le pôle de compétitivité (depuis 2005). Ses missions sont définies :
- Elle porte, anime et développe les projets du « Pôle de Compétitivité UP-TEX », qui vise l'innovation industrielle au service d'une Communauté d'intérêts économiques et sociaux.
- Elle encourage le développement de projets de recherche et développement liés au MTA, TPPS et CM.
- Elle fédère l’ensemble des acteurs impliqués, dont industriels, chercheurs, ingénieurs et acteurs de formation du secteur du textile. Elle encourage l'innovation au sein des entreprises du pôle.
- Elle recherche les synergies avec d'autres pôles de compétitivités français notamment en Hauts-de-France.
- Elle encourage les relations internationales dans le domaine, notamment en soutenant les projets de coopération.
- Elle développe le « Centre Européen des Textiles Innovants » (CETI) situé sur le site de l'Union en métropole lilloise.

## Histoire du pôle de compétitivité
Initié en 2005, le pôle animait en 2010 :
- un réseau de 87 entreprises ; dont 23 entreprises régionales, dont 18 PME et Entreprises de taille intermédiaire (ETI)
- un réseau de 23 laboratoires
- les porteurs de 30 projets (labellisés par le bureau du pôle).

UP-TEX s'appuie notamment sur le Centre européen des textiles innovants (CETI) construit en 2011 sur le Parc de l'Union (qui est aussi un écoquartier), dans une zone où l'industrie textile a été très présente et active de la révolution industrielle aux années 1980. Les crises de l'énergie puis les délocalisation ont conduit à la fermeture des lainières et d'autres activités industrielles classiques, amenant l'industrie à se recentrer sur les tissus techniques spéciaux ou innovants.
Cela conduit à des applications dans les domaines diversifiés de l'habillement professionnel en milieu exigeant, matériaux ignifuges et imputrescibles, à mémoire de forme, matières pour applications de défense et de sécurité publique, le monde hospitalier et les applications de santé, les textiles communicants, les nanotechnologies pour le textile médical, l'emballage et le cordage tressé, les textiles non tissés, les revêtements et géotextiles pour les travaux publics, le génie civil et la dépollution, les matériaux composites thermodurs à base de fibres, les textiles pour les bâtiments publics et leur isolation, les filtres de purification d'air, les textiles pour le mobilier urbain et les transports publics de voyageurs (automobile, ferroviaire), les structures et matières souples pour l'aéronautique et les voilures pour le nautisme.

## Financements
Les projets de R&D bénéficient du « Fonds Unique Interministériel » soutenant la recherche appliquée, pour aider au
développement de nouveaux produits et services susceptibles d’être mis sur le marché à court ou moyen terme.
Outre les mécanismes nationaux de soutien à la recherche et à l'innovation utilisés par les membres du pôle Up-Tex, la région Hauts-de-France soutient le pôle Up-Tex par des subventions.